# Lijst van presidenten van Slovenië
Hieronder volgt een lijst van presidenten van Slovenië.

## Presidenten van Slovenië (1974-heden)

### Voorzitter van de socialistische republiek Slovenië (1974-1992)
Het voorzitterschap van het collectieve presidentschap van de socialistische republiek Slovenië (predsednik predsedstva) werd ingevoerd als gevolg van de grondwetswijziging van 1974. In 1990 werd het woord socialistisch uit de aanduiding socialistische republiek Slovenië geschrapt. Het werd in 1992 vervangen door de functie van president van de republiek.
| Voorzitter | Voorzitter                     | Ambtstermijn                   | Partij  | Partij | Verkiezing |
| ---------- | ------------------------------ | ------------------------------ | ------- | ------ | ---------- |
|            | Sergej Kraigher (1914-2001)    | 9 mei 1974 - 23 mei 1979       | ZKS     |        |            |
|            | Viktor Rudi Avbelj (1914-1993) | 23 mei 1979 - 7 mei 1983       | ZKS     |        |            |
|            | France Popit (1921-2013)       | 7 mei 1983 - 6 mei 1988        | ZKS     |        |            |
|            | Janez Stanovnik (1922-2020)    | 6 mei 1988 - 10 mei 1990       | ZKS     |        |            |
|            | Milan Kučan (1941)             | 10 mei 1990 - 23 december 1993 | ZKS-SDP |        | 1990       |

### Presidenten van Slovenië (1992-heden)
De functie van president van de republiek bestaat sinds 1992. De president wordt in rechtstreekse verkiezingen elke vijf jaar gekozen via het meerderheidsstelsel, waarbij een absolute meerderheid van de afgegeven stemmen benodigd wordt. De president kan slechts twee termijnen dienen. In het staatsbestel is de president opperbevelhebber van het leger. Verder benoemt hij of zij na verkiezingen een mandataris (vgl. formateur), die echter pas een regering kan vormen nadat het parlement zijn of haar benoeming bij gewone meerderheid bevestigt.
| Nr. | President | President                  | Ambtstermijn                        | Partij        | Partij | Verkiezing |
| --- | --------- | -------------------------- | ----------------------------------- | ------------- | ------ | ---------- |
| 1   |           | Milan Kučan (1941)         | 23 december 1993 - 22 december 2003 | ZLSD          |        | 1992       |
| 1   | 1997      | Milan Kučan (1941)         | 23 december 1993 - 22 december 2003 | ZLSD          |        |            |
| 2   |           | Janez Drnovšek (1950-2008) | 22 december 2003 - 23 december 2007 | LDS           |        | 2002       |
| 3   |           | Danilo Türk (1952)         | 23 december 2008 - 22 december 2012 | Onafhankelijk |        | 2007       |
| 4   |           | Borut Pahor (1963)         | 22 december 2012 - 22 december 2022 | SD            |        | 2012       |
| 4   | 2017      | Borut Pahor (1963)         | 22 december 2012 - 22 december 2022 | SD            |        |            |
| 5   |           | Nataša Pirc Musar (1968)   | 22 december 2022 - heden            | Onafhankelijk |        | 2022       |